# William Barlas

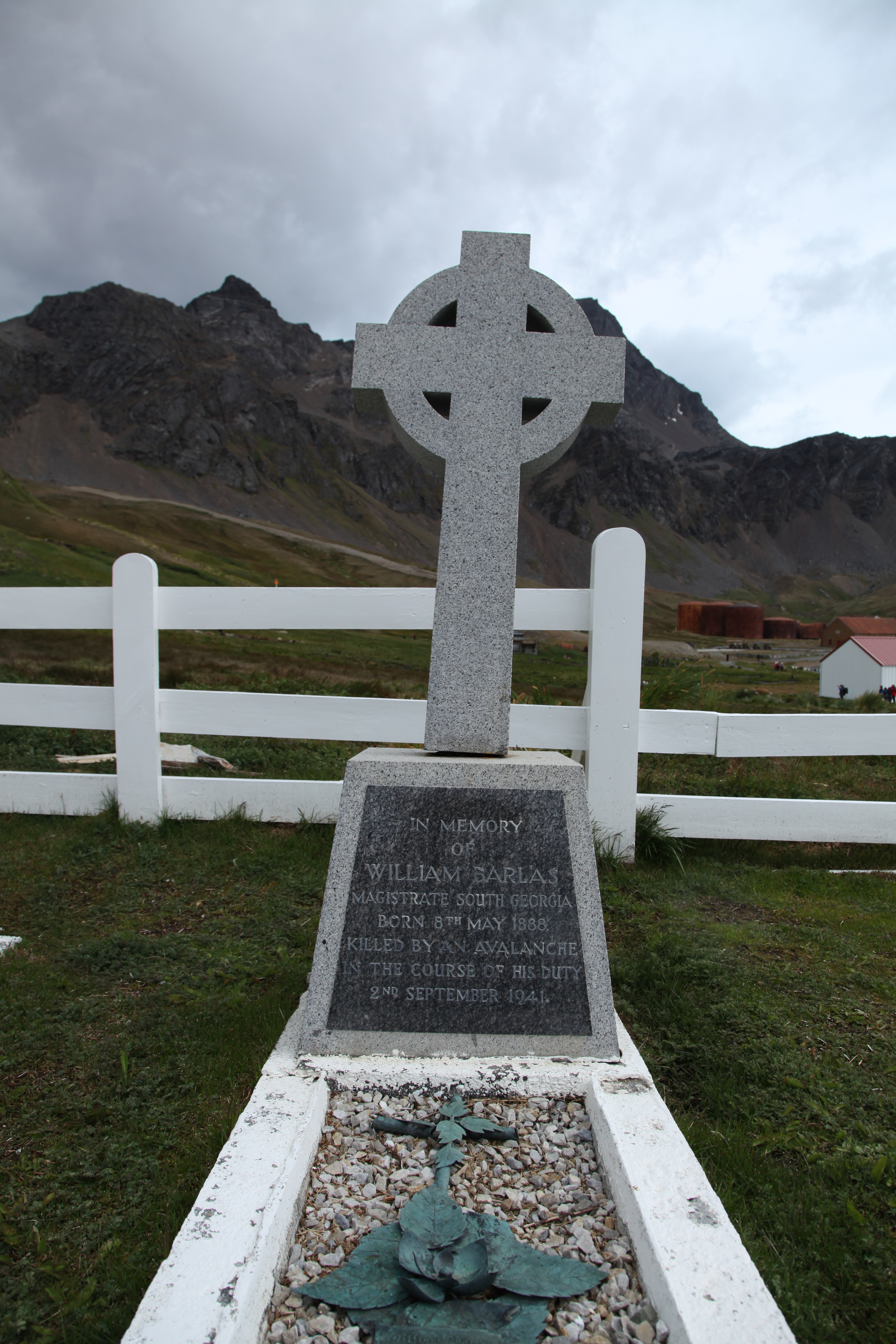
Das Grab von William Barlas auf dem Friedhof in Grytviken

William Barlas (* 8. Mai 1888 in Matlock, Derbyshire; † 2. September 1941 nahe Grytviken, Südgeorgien) war ein britischer Diplomat, der als Repräsentant des Vereinigten Königreichs die britischen Territorialinteressen auf den Südlichen Shetlandinseln und später auf Südgeorgien vertrat.

## Leben
Barlas wurde als Sohn des schottischen Gärtners William Barlas und dessen Ehefrau Betsy geboren. Seine Schulausbildung absolvierte er in Schottland, hauptsächlich in Pitlochry, wo er auch seine Frau Christina Scott Robertson heiratete.
Im Februar 1908 emigrierte er als Wanderlehrer auf die Falklandinseln, wo er 1913 Leiter der staatlichen Schule in Stanley wurde. Überdies hatte er zwischen 1914 und 1915 den Posten des Postmeisters auf den Südlichen Shetlandinseln inne und wirkte als britischer Repräsentant auf Deception Island. Zwischen 1920 und 1921 nahm er an der Antarktisfahrt des Walfängers Teie teil. Von 1928 bis 1941 war er mehrfach als britischer Verwalter auf Südgeorgien tätig und unterstützte dabei die British Graham Land Expedition (1934–1937) unter der Leitung des australischen Polarforschers John Rymill.
Barlas kam am 2. September 1941 auf Südgeorgien durch eine Lawine ums Leben, die sich zwischen dem King Edward Point und der Walfangstation in Grytviken gelöst hatte. Er ist in Grytviken auf demselben Friedhof beerdigt wie der britische Polarforscher Ernest Shackleton. Ihm zu Ehren benannt sind der Barlas-Kanal, die Barlas Bank und das Kap Barlas.